# 諸葛長民
诸葛长民（？—413年4月17日），字長之，琅琊郡陽都縣（今山東省沂南縣）人。東晉末年重要將領，曾與劉裕舉兵討伐篡位的桓玄，後來又在盧循之亂中參與防衛京師建康。諸葛長民先後遷任青州和豫州刺史，但後來卻意圖謀反，被劉裕命人殺害。
唐朝为避讳唐太宗，或称之为诸葛长人。

## 生平

### 建義討桓
諸葛長民有文武才幹，但品行不端，在家鄉都沒得稱譽。桓玄以他參平西將軍事，作自己屬僚，但不久就因貪污被檢肅。元興三年（404年），劉裕與劉毅、何無忌等密謀討伐桓玄，諸葛長民時任劉裕的參軍，就與劉裕等合謀，計劃起兵時由諸葛長民殺死豫州刺史刁逵，佔據歷陽。不過，諸葛長民到歷陽後卻因誤了日子而起兵失敗，被刁逵收捕，並以檻車押送到建康。但行至當利時，桓玄就因敗於劉裕而棄守建康，西走江陵，而押送諸葛長民的人就救出了他，並回攻歷陽，逼得刁逵棄城而走，最終刁逵被捕誅殺，而劉裕就以諸葛長民為輔國將軍、宣城內史。不久，桓歆率氐人楊秋進攻歷陽，諸葛長民在魏詠之統率下又率眾擊敗楊秋，並在歷陽西北的練固斬殺楊秋；另又與劉敬宣於芍陂擊敗桓歆，令其渡淮河北逃。義熙二年（406年），諸葛長民因其功而封新淦縣公，以本官督淮北諸軍事，駐鎮山陽。

### 參衛國安
義熙五年（409年），南燕皇帝慕容超派兵南侵，諸葛長民派其部下在下邳擊退南燕軍，因功進使持節、督青揚二州諸軍事、青州刺史，領晉陵郡太守，駐鎮丹徒。
義熙六年（410年），盧循乘劉裕北伐南燕而作亂，江州刺史何無忌在與盧循部將徐道覆的作戰中戰死。江州失陷震驚全國，盧循等更轉攻建康，諸葛長民入衛建康。劉裕剛從南燕率軍返回，盧循於崢嶸洲擊敗劉毅，逼近建康，諸葛長民等人於是勸劉裕迎晉安帝到江北避亂。不過劉裕拒絕這項建議，又命諸葛長民和劉毅北屯北陵以保衛石頭城。及後盧循撤軍，劉裕率兵追擊，最終成功平定亂事。事後，諸葛長民轉督豫州及揚州之六郡軍事、豫州刺史、領淮南郡太守。

### 圖逆事敗
義熙八年（412年），時為太尉的劉裕西伐劉毅，諸葛長民以監太尉留府事駐守建康，不過諸葛長民驕縱貪侈，多做不法之事，又聚斂珍寶美女、營建府第屋宅，都不知節制，更殘暴兇虐，百姓都苦不堪言。劉毅被誅殺後，諸葛長民本已因自己行為不法，怕會追究到自己的罪责，現見劉毅敗死，更怕大禍臨頭，就打算造反。當時諸葛長民向劉穆之探聽口風：「人們說我和太尉（劉裕）不和，這為甚麼呀？」劉穆之卻說：「劉裕西征，將年老母親和弱小弟弟都交託給將軍，怎會不和呀！」不過其弟諸葛黎民卻堅定地勸他造反，更要諸葛長民趁劉裕未返建康就行動。不過諸葛長民猶豫不決，更感慨地嘆道：「貧賤時常想著富貴日子，而富貴時就必定危機四伏。今日想當一個布衣百姓，不可能了！」諸葛長民於是寫信给冀州刺史劉敬宣，找他一起造反。劉敬宣委婉拒絕，並將此事向劉裕報告。劉裕知道後，更堅定誅殺諸葛長民的決心。
義熙九年（413年），劉裕班師返回建康，不斷命輜重與他一同回去，於是拖慢了進度，到了約定回去的日子仍未回去，諸葛長民和百官只得多日在新亭守侯劉裕到來。劉裕及後坐小船入建康，靜靜地回到府邸東府。明早（三月丙寅日，4月17日），諸葛長民知劉裕回來了，驚訝之餘亦到東府見劉裕，劉裕也命壯士丁旿躲起來，然後才接見諸葛長民。二人見面後，笑談如平日，諸葛長民談得十分高興；就在他放下戒心後，丁旿就走出來，用杖擊殺諸葛長民，並將屍體送到廷尉。諸葛長民兩個弟弟皆被捕殺，諸葛氏被誅滅後，人們都感釋懷，更恨他們被誅殺得太遲了。

## 家庭
- 諸葛黎民，諸葛長民弟，驍勇過人，被捕殺時與捕捉他的人苦戰而死。
- 諸葛幼民，諸葛長民幼弟，大司馬參軍，諸葛長民被殺時逃到山中，仍被捕獲並處死。

## 逸事
- 諸葛長民舉義平桓玄後變得富貴，但每月總有十多晚在睡夢中驚醒，並一直跳躍，好像和人在打鬥般。一次毛修之和他一同過夜，正看見他這樣，十分驚嚇，於是問諸葛長民，諸葛長民就說他看見一個樣子很黑、有毛、腳部不明顯和十分健壯的東西，只有他才能制服它。
- 諸葛長民曾在屋中的柱子和椽桷都見過有蛇頭出現，於是命人用刀去砍，但砍下去時蛇頭就消失了，持刀者走開很蛇頭又冒出來。諸葛長民又聽到洗衣的棒子（擣衣杵）發出聲音如有人在對話，他對這些怪事不能解釋。他又曾在牆中看見有巨手，他命人去斬它，突然又不見了。而這些事出現後不久，諸葛長民就遇害了。
- 《晉書·卷八五·諸葛長民傳》載諸葛長民歷任顯要的官，做過晉陵太守，管轄過丹徒。被劉裕疑忌，乃感嘆道：「貧賤常思富貴，富貴必履機危。今日欲為丹徒布衣，豈可得也！」

## 延伸阅读
[在维基数据编辑]
 《晉書·卷085》，出自房玄齡《晉書》